# Jill Lepore
Jill Lepore (West Boylson, 27 de agosto de 1966) es una historiadora estadounidense. Es catedrática de Historia Americana de la Universidad de Harvard en el David Woods Kemper y escritora en The New Yorker, donde ha colaborado desde 2005. Escribe sobre historia, derecho, literatura y política estadounidense.
Sus ensayos y reseñas también han aparecido en The New York Times, The Times Literary Supplement, The Journal of American History, Foreign Affairs, el Yale Law Journal, The American Scholar y el American Quaterly. Tres de sus libros derivan de sus ensayos del New Yorker: The Mansion of Happiness: A History of Life and Death (2012), finalista de la Medalla Carnegie para la excelencia en la no ficción; The Story of America: Essays on Origins (2012), preseleccionado para el Premio literario PEN para el arte del ensayo; y The Whites of Their Eyes: The Tea Party's Revolution and the Battle for American History (2010). The Secret History of Wonder Woman (2014) fue ganadora del Premio del libro de historia estadounidense de 2015.

## Biografía

### Primeros años
Lepore nació y creció en West Boylston, una pequeña ciudad a las afueras de Worcester, Massachusetts. Su padre era el director de la escuela secundaria, y su madre era profesora de arte. Aunque inicialmente no tenía ningún deseo de convertirse en historiadora, afirma haber querido ser escritora desde la edad de seis años. Lepore ingresó en la Universidad con una beca del Cuerpo de Entrenamiento de Oficiales de Reserva (ROTC, por sus siglas en inglés), comenzando con la carrera de matemáticas. Finalmente dejó el ROTC y cambió su especialidad al inglés.
Lepore obtuvo su título de grado en estudios ingleses en la Universidad de Tufts en 1987, el título de máster en cultura americana por la Universidad de Míchigan en 1990, y un doctorado en Estudios americanos en la Universidad de Yale en 1995, donde  se especializó en la historia de los primeros años de América.

### Carrera
Lepore enseñó en la Universidad de California-San Diego desde 1995 hasta 1996 y en la Universidad de Boston desde 1996 antes de empezar en Harvard en el 2003. Además de sus libros y artículos sobre historia, en 2008 Lepore publicó una novela histórica, Blindspot, escrita con la coautora Jane Kamensky, entonces profesora de historia en la  Universidad de Brandeis  ahora profesora de historia y directora de la Fundación Pforzheimer de la Biblioteca Schlesinger de la Universidad de Harvard. Anteriormente, Lepore y Kamensky habían cofundado una revista de historia en línea llamada Common-place. Lepore es ahora profesora de historia en la Universidad de Harvard, donde tiene una cátedra dotada y enseña historia política estadounidense. Se centra en las pruebas o evidencias que faltan en los registros y artículos históricos.
Lepore reúne evidencias históricas que permite a los académicos estudiar y analizar los procesos y comportamientos políticos. Sus artículos son normalmente tanto históricos como políticos. Ella ha dicho: "La historia es el arte de hacer un argumento sobre el pasado contando una historia responsable ante las pruebas".
Lepore ha contribuido para The New Yorker desde 2005. Publica en su sitio web una bibliografía que toma como fuente sus artículos del New Yorker. En el número del New Yorker del 23 de junio de 2014, criticó duramente al profesor de Harvard, Clayton M. Christensen, por su aclamado trabajo  sobre la disrupción digital. Christensen respondió "espero que se pueda entender por qué me enoja que una mujer de su altura pueda cometer un acto tan criminal de deshonestidad, especialmente en Harvard, de entre todos los lugares."
De 2011 a 2013, Lepore fue académica visitante de la Sociedad Phi Beta Kappa. Ha impartido la conferencia Theodore H. White sobre Prensa y Política en la Escuela de Gobierno John F. Kennedy de la universidad de Harvard (2015), La conferencia John L. Hatfield Conferencia en la Universidad de Lafayette (2015), la conferencia  de la Biblioteca Lewis Walpole en Yale (2013), la conferencia Harry F. Camp Memorial en Stanford (2013), la conferencia de Humanidades en la Universidad de Kansas (2013), las conferencias Joanna Jackson Goldman en la Biblioteca Pública de Nueva York (2012), la conferencia Kephardt en Villanova (2011), la conferencia Stafford-Little en Princeton (2010), y la Conferencia de Walker Horizon en DePauw (2009). Es la presidenta  de la Sociedad de Historiadores estadounidenses y comisionada emérita de la Galería Nacional de Retratos del Smithsonian. Ha sido consultora y colaboradora de proyectos documentales y de historia pública. Su historia en tres partes, "The Search for Big Brown", fue transmitida en The New Yorker Radio Hour en 2015.

## Reconocimientos
- 1999 Premio Bancroft para The Name of War.[4]
- 1999 Premio Ralph Waldo Emerson de la Sociedad Phi Beta Kappa para The Name of War.[4]
- 1999 Premio Berkshire para The Name of War.[4]
- 2006 Premio de Libro Anisfield-Wolf (no ficción) para New York Burning.
- 2006 Finalista del Premio Pulitzer de Historia para New York Burning.
- 2012 Premio Sarah Josepha Hale.[5]
- 2013  PEN/Diamonstein-Spielvogel Award for the Art of the Essay. Subcampeona.[6]
- 2013 Finalista del National Book Award for Nonfiction por el Book of Ages.[7][8]
- 2013 Andrew Carnegie Medalla para Excelencia en Nonfiction finalista para La Mansión de Felicidad.[9][10][11]
- 2014 Socia electa de la Academia estadounidense de Artes y Ciencias.[12]
- 2014 Premio de Historia Mark Lynton por el libro Book of Ages: The Life and Opinions of Jane Franklin.[13]
- 2015 Premio para el libro de Historia estadounidense por The Secret History of Wonder Woman.[14]
- 2016 Premio John P. McGovern (Artes y Humanidades), Cosmos Club Foundation.[15]